# Le Chay
Le Chay is een gemeente in het Franse departement Charente-Maritime (regio Nouvelle-Aquitaine) en telt 562 inwoners (1999). De plaats maakt deel uit van het arrondissement Saintes.

## Geografie
De oppervlakte van Le Chay bedraagt 12,0 km², de bevolkingsdichtheid is 46,8 inwoners per km².
De onderstaande kaart toont de ligging van Le Chay met de belangrijkste infrastructuur en aangrenzende gemeenten.

## Demografie
Onderstaande figuur toont het verloop van het inwonertal (bron: INSEE-tellingen).

1. ↑  Populations de référence 2022.